# Marina Golbahari
 (mars 2024).
Marina Golbahari est une actrice afghane, née en 1989. Elle est réfugiée en France depuis 2015.

## Biographie
Marina Golbahari naît à Kaboul en 1989.
Elle est réfugiée en France depuis 2015, après avoir été victime de menaces dans son pays natal pour avoir enlevé son voile lors d'un festival en Corée du Sud.

## Filmographie[1]
"Osama" (2003), de Siddiq Barmak
"Zolykha's Secret" (2006), de Horace Shansab
"Act of Dishonour" (2010), de Nelofer Pazira
"Mina Walking" (2015), de Yosef Baraki

## Vie privée
Elle est mariée à Noorullah Azizi.